# 2016 في الدنمارك
فيما يلي قوائم الأحداث التي وقعت خلال عام 2016 في الدنمارك.

## رياضة
- 30 أبريل – جي بي فيبورغ 2016 الفائزون Andreas Jeppesen  [لغات أخرى]‏، كاسبر أصغرين، Johim Ariesen [الإنجليزية]‏.

## أفلام
من الأفلام التي صدرت هذه السنة في الدنمارك:
- 1 يناير – شيطان النيون من إخراج نيكولاس ويندينج ريفين.

## وفيات

### يناير
- 3 يناير – بيتر ناور (مواليد 1928)
- 28 يناير – إكسيل شاندورف (مواليد 1926) دراج دنماركي.

### مارس
- 20 مارس – أنكار يورغنسن (مواليد 1922)

### أغسطس
- 17 أغسطس – جون مارتينوس (مواليد 1939) ممثل دنماركي.

### ديسمبر
- 7 ديسمبر – بول بيرت إلفيستروم (مواليد 1928)
- 14 ديسمبر – هالفدان ماهلر (مواليد 1923)